# Cow Bay (St. Patricks Channel)
Cow Bay – zatoka (ang. bay) kanału St. Patricks Channel w kanadyjskiej prowincji Nowa Szkocja, w hrabstwie Victoria; nazwa urzędowo zatwierdzona 5 października 1950.